# وایتلی، چشر
وایتلی (به انگلیسی: Whitley) یک روستا و محله مدنی در بریتانیا است که در چشر غربی و چستر واقع شده‌است. وایتلی ۵۳۳ نفر جمعیت دارد.